# Rubinroter Dschungel
Rubinroter Dschungel (englischer Originaltitel: Rubyfruit Jungle) ist der Debütroman der US-amerikanischen Schriftstellerin Rita Mae Brown aus dem Jahr 1973. Das Werk ist ein autobiografisch eingefärbter Bildungsroman, der stark auf Browns Jugend und Entwicklung als lesbische Autorin beruht. Der Roman erzählt die Geschichte von Molly Bolt, die intelligent, lesbisch und unabhängig ist, von ihrer Kindheit in den 1950er Jahren im ländlichen Pennsylvania über Schulzeit und Studium in Florida bis hin zu ihrem Leben und Studium in New York. Die Bezeichnung „rubinroter Dschungel“ wird im Roman für die weiblichen Genitalien verwendet. Der Roman markiert eine wichtige Wende in der lesbischen Literatur und etablierte ein Erzählmodell für „lesbische Selbstfindungsromane“.

## Inhalt
Der aus der Ich-Perspektive geschriebene autobiografisch geprägte Roman erzählt die Geschichte von Molly Bolt von ihrer Kindheit in den 1950er Jahren im ländlichen Pennsylvania über Schulzeit und Studium in Florida bis hin zu ihrem Leben und Studium in New York. Molly Bolt ist die adoptierte Tochter einer armen Familie. Sie ist braunäugig und dunkelhaarig und sticht in ihrer sonst durchgehend blonden Familie heraus. Die Beziehung zu ihrer Adoptivmutter Carrie ist schwierig. Im ersten Kapitel des Romans wirft Carrie der siebenjährigen Molly im Streit an der Kopf, dass sie nicht ihr leibliches Kind ist, sondern ein „Bastard“, die Tochter einer „Nutte“, was Molly abwehrt mit:

“I don't care. It makes no difference where I came from. I'm here, ain't I?”

„Ist mir egal, es macht doch nichts aus, wo ich herkomme. Ich bin da, oder?“

Schon früh identifiziert Molly sich mit anderen Außerseitern: den Afroamerikanern und Hispanics, die in den Südstaaten, wo sie lebt, diskriminiert werden. Der Roman zeigt, wie Mollys durchaus derber Humor ihr hilft, mit unangenehmen Menschen umzugehen, so zum Beispiel als sie dem Schulhofschläger Kaninchenkot als Rosinen zum Mittagessen unterjubelt oder sie in New York den Schreibtisch eines feindseligen Kollegen mit Hundehaufen füllt.
Molly, der schon früh ihr sexuelles Interesse an Mädchen bewusst ist, verliebt sich in der sechsten Klasse in ihre Freundin Leota B. Bisland, mit der sie ihre erste sexuelle Beziehung hat. Diese endet, als ihre Familie nach Fort Lauderdale in Florida umzieht, wo ihr Vater Arbeit sucht. Während der Highschool experimentiert sie sexuell mit ihrem Cousin Leroy wie auch mit anderen Jungen, doch Molly weiß, dass sie Frauen bevorzugt. Sie hat eine längere sexuelle Beziehung mit ihrer Freundin Carolyn Simpson, der obersten Cheerleaderin der Schule, die zwar gerne mit Molly schläft, aber die Bezeichnung „Lesbe“ für sich ablehnt. Auch Leroy hat eine sexuelle Freundschaft mit einem älteren Jungen. Doch er kann sich nicht damit abfinden, dass dies bedeuten könnte, dass er schwul ist, obwohl Molly ihm zuredet, nicht nach Etiketten zu leben.
Mollys Vater Carl stirbt in ihrem vorletzten Jahr an der Highschool. Anders als ihre Mutter Carrie hatte Carl Molly mit Liebe und Verständnis behandelt und sie in ihren Zielen und ihrer Ausbildung unterstützt. Molly zwingt sich, Spitzenleistungen in der Highschool abzuliefern, so dass sie ein volles Stipendium für die University of Florida erhält. Nachdem dort jedoch ihre Beziehung mit ihrer alkoholabhängigen Zimmergenossin entdeckt wird, wird ihr Stipendium nicht verlängert. Als Molly nach Hause zurückkehrt, wird sie von Carrie aus dem Haus geworfen, die Molly mit „stinkende Schwule“ beschimpft.
Fast mittellos reist Molly per Anhalter nach New York ins Greenwich Village, da sie gehört hat, dass dort mehr Akzeptanz für unterschiedliche Lebensstile herrscht. Sie jobbt, um ihren Lebensunterhalt zu verdienen, und schreckt dabei auch nicht vor sexualisierten Tätigkeiten zurück. So verdient sie sich einmal hundert Dollar, indem sie einem Mann den Wunsch erfüllt, ihn, während er nackt ist, mit Grapefruits zu bewerfen. Molly mietet eine kleine Wohnung, arbeitet in einem Kino, später in einem Restaurant und an anderen Orten und schreibt sich an einer örtlichen Universität ein, um Filmemachen zu studieren.
Während ihrer Jahre als Teilzeitstudentin und Vollzeitarbeiterin entdeckt Molly die lesbische Subkultur und hat mehrere sexuelle Beziehungen zu Frauen und Männern. Dabei lernt sie, dass es viele Arten von Lesben gibt. Eine ihrer Geliebten ist Holly, eine große schwarze Frau, die von einer älteren wohlhabenden Lesbe finanziell unterstützt wird. Molly lehnt eine solche Situation für sich selbst ab und zieht es vor, für sich selbst zu sorgen. Dann hat sie eine Affäre mit der einundvierzigjährigen Polina Bellantoni und kurzzeitig auch mit Polinas sechzehnjähriger Tochter Alice. Polina hat auch eine Affäre mit Paul, einem äußerst unattraktiven Mann. Molly erfährt, dass Polina und Paul beim Sex Szenarien von sich als dem anderen Geschlecht verbalisieren. Gleichzeitig behauptet Polina, sie sei heterosexuell und Molly sei pervers.
Gegen Ende ihrer Studienzeit besucht Molly noch einmal ihre Heimatstadt in Pennsylvania. Ihre inzwischen verheiratete Jugendfreundin Leota leugnet, dass es in ihrer Kindheit eine Romanze gegeben hätte. Molly fährt auch nach Florida, um Carrie zu besuchen und einen Film über sie für ihr Abschlussprojekt zu drehen. Leroy lebt dort mit seiner Frau und seinen Kindern. Er beneidet Molly um ihren Mut, ihr Leben zu leben. Carrie behauptet, sie habe Molly nie verleugnet, und Molly akzeptiert Carrie so, wie sie ist. Sie dreht einen dokumentarischen Kurzfilm, in dem ihre Mutter offen über ihr Leben spricht.
Beim Vorführabend für den Abschluss des Studiums zeigt Molly ihren Dokumentarfilm, während ihre Mitstudenten Vergewaltigungs- und Gewaltfilme präsentieren. Weder der Dozent noch ihre Mitschüler erkennen ihre Arbeit an. Sie schließt ihr Studium mit „summa cum laude“ ab, doch die Geschichte endet damit, dass Molly trotz ihrer überlegenen akademischen Leistungen – anders als ihre Studienkollegen – keine Stelle in der Filmindustrie bekommt. Doch Molly will weiterkämpfen. Die letzten Sätzen der Erzählung wechseln ins Präsens:

“I wish I could make my films. That wish I can work for. One way or another I'll make those movies and I don't feel like having to fight until I'm fifty. But if it does take that long then watch out world because I'm going to be the hottest fifty-year-old this side of the Mississippi.”

„Ich möchte, daß ich meine Filme machen kann. Für diesen Wunsch kann ich etwas tun. So oder so, ich werde diese Filme machen, und ich glaube nicht, daß ich darum kämpfen muß, bis ich fünfzig bin. Aber falls es doch so lange dauert, dann sei auf der Hut, Welt, denn ich werde die schärfste Fünfzigjährige diesseits des Mississippi sein.“

## Form und Gattung
Rubyfruit Jungle ist ein Bildungsroman, ein Roman über das Erwachsenwerden, wobei der Wandel innerhalb des Romans nicht auf Molly Bolt als Protagonistin beschränkt bleibt. Mehrere Frauenfiguren bemühen sich um Autonomie und reiben sich daran, wie die Welt sie aufnimmt. Die Verwandlung konzentriert sich nicht auf die Protagonistin, sondern findet in der Welt außerhalb der Figur statt. Wie in der klassischen Gestaltung eines Bildungsromans wächst Molly heran und wird zu einer jungen Frau, aber auch als Erwachsene weigert sie sich, die gesellschaftlichen Zwänge zu akzeptieren, die ihr als Frau und als Lesbe auferlegt werden. Politisch gesehen brauchen Browns Figuren eine neu erdachte Welt, die sie von den Zwängen befreit, die ihnen aufgrund von Geschlecht und sexueller Orientierung auferlegt worden sind. In der Welt, in der Brown 1971 ihren Roman verfasste, war eine freie und befreite Molly, die offen und glücklich als Lesbe lebte, nicht denkbar. Aber Brown weigerte sich, sie in eine sexistische, rassistische und homophobe Welt zu integrieren. Brown hielt den Raum für eine veränderte Welt in der Zukunft offen. Julie R. Enszer schrieb, dass die politische Botschaft des Romans darin bestehe, sich eine Welt vorzustellen, in der die Figuren sie selbst sein können, ohne dass dies negative gesellschaftliche Folgen hätte.
James Martell sieht Rubyfruit Jungle in der Tradition des pikaresken Romans. Der pikareske Roman ist an sich ein konservatives Genre, dessen Charme darin besteht, dass die Protagonistin eine Außenseiterin ist. Molly lebt am gesellschaftlichen Rand und versucht zumindest in ökonomischer Hinsicht, im sozialen Mainstream Fuß zu fassen. Im Kontext der amerikanischen literarischen Kultur sei keine Person vorstellbar, die stärker marginalisiert und entfernt von Macht und Einfluss sei als eine Lesbe aus den Südstaaten, die aus einer armen Familie der Arbeiterklasse stammt. Die Herkunft der Hauptfigur ist in einem pikaresken Roman von besonderer Bedeutung. In Rubyfruit Jungle basiert die Marginalität auf „weiblich“ und „illegitim“.

## Figuren
- Molly Bolt: Die intelligente und lesbische Protagonistin wächst als Adoptivtochter in ärmlichen Verhältnissen in einer Kleinstadt in Pennsylvania auf. Sie ist die erste in ihrer Familie, die das College besucht. Sie will Filmemacherin werden. Der Name der Protagonistin ist eine Anspielung auf Molly Bloom aus Ulysses wie auch auf lightning bolt (dts. Blitzschlag).[3]
- Carrie Bolt: Mollys Adoptivmutter. Sie ist scharfzüngig und hat keine Geduld für Mollys Unabhängigkeit. Sie versucht, sie mit Schikanen und Schimpfwörtern dazu zu zwingen, sich damenhafter zu verhalten.[8]
- Carl Bolt: Mollys Adoptivvater. Er ist ein gutmütiger, kräftiger Mann, der sein ganzes Leben hart arbeitet. Er stirbt an einem Herzinfarkt im Alter von siebenundfünfzig Jahren völlig entmutigt, da er nie etwas erreicht hat, auf das er stolz sein konnte.[8]
- Leroy Denman: Mollys Cousin. Er ist übergewichtig und nicht sehr intelligent, bewundert Molly aber uneingeschränkt und ist immer bereit, ihr bei einem Streich zu helfen. Er ist Molly erster männlicher Sexualpartner. Nach einem Einsatz als Marine in Vietnam heiratet er, bekommt Kinder und träumt davon, wegzulaufen.[8]
- Leota B. Bisland: Sie ist eine Klassenkameradin und Freundin von Molly aus der sechsten Klasse. Sie ist groß und schlank, hat schöne grüne Augen und eine schöne Haut. Kurz bevor Molly am Ende der sechsten Klasse wegzieht, werden sie ein Liebespaar. Leota heiratet später, wird Mutter und leugnet, dass sie sich jemals zu Molly hingezogen gefühlt hat.[8]
- Carolyn Simpson: Highschool-Freundin von Molly und Cheerleader-Kapitänin der Highschool. Sie ist ein „All American Girl“ mit tiefblauen Augen und dunklem Haar, die sehr traditionelle Werte vertritt. Molly und sie werden ein Liebespaar, aber sie leugnet ihre eigene Sexualität.[8]
- Faye Raider: Mollys Zimmergenossin und Studentin mit Hauptfach Medizin an der Universität of Florida. Sie ist eine Südstaatenschönheit mit schwarzem Haar und haselnussbraunen Augen und stammt aus einer wohlhabenden Familie. Sie ist pietätlos und Alkoholikerin. Sie und Molly werden ein Liebespaar.[8]
- Holly: Kellnerin und Mollys Arbeitskollegin in New York. Sie ist fast zwei Meter groß und schwarz. Sie wird von einer Filmschauspielerin ausgehalten. Kleidung und Geld beeindrucken sie.[8]
- Polina Bellantoni: Professorin an der Columbia University und Autorin eines Buches über das Mittelalter. Sie ist einundvierzig Jahre alt und zeigt erste Spuren des Alters wie leicht ergrauendes Haar und zunehmende Falten um die Augen. Sie hat eine sechzehnjährige Tochter. Sie ist gebildet, geistreich und charmant. Sie hat einen Liebhaber, Paul, mit dem sie komplizierte sexuelle Fantasien teilt. Sie fühlt sich zu Molly hingezogen, schämt sich aber dafür.[8]

## Entstehungs- und Veröffentlichungsgeschichte

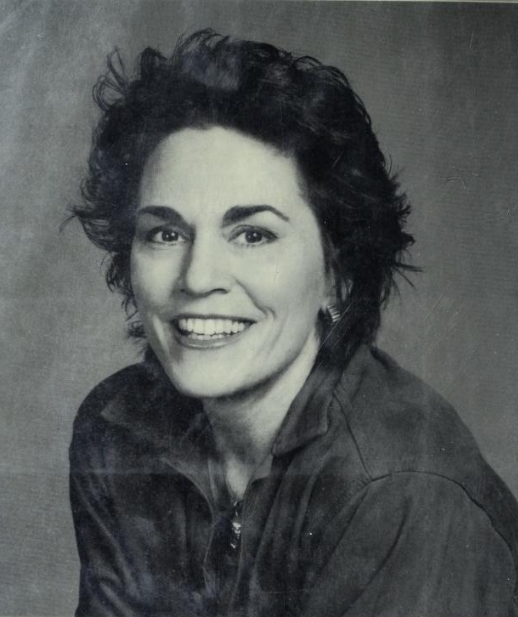
Rita Mae Brown 1998

Rita Mae Brown war bereits als Schülerin für die Bürgerrechtsbewegung engagiert. Während ihres Studiums in New York in den 1960er Jahren setzte sich Brown in der Homosexuellen- und Frauenbewegung ein. Sie war ein frühes Mitglied der National Organization for Women (NOW), aus der sie nach ihrer Aussage wegen der dortigen sexistischen, rassistischen und klassenbewussten Haltungen austrat. Für ihre Promotion zog Brown 1970 nach Washington. Dort lernte sie die Frauen kennen, die 1971 gemeinsam The Furies Collective gründeten, ein lesbisch-feministisches Kollektiv. Es bestand nur achtzehn Monate, gab in dieser Zeit aber auch eine Zeitung heraus. Gemeinsam formulierten die Frauen viele Ideen, die noch heute für den lesbischen Feminismus und lesbischen Separatismus von zentraler Bedeutung sind. In ihren Memoiren Rita Will beschreibt Brown den lesbischen Feminismus als die Idee, dass, „wenn Frauen lesbisch wären, ihre beste Energie den Frauen zufließen würde; sie würden sich als Frauen identifizieren, anstatt sich mit Männern zu identifizieren, die eindeutig nicht ihre besten Interessen als Klasse im Sinn hatten“.
Während ihrer Zeit bei den Furies begann Brown zu veröffentlichen, zunächst Essays in feministischen Zeitschriften und eine Gedichtsammlung über lesbischen Aktivismus. Außerdem verfasste sie mit Rubyfruit Jungle ihren ersten Roman, bei dem sie stark auf ihre eigenen Erfahrungen zurückgriff. Mainstream-Verlage zeigten kein Interesse an diesem Buch. Schließlich publizierte es 1973 Daughter’s, ein kleiner feministischer Verlag. Zum damaligen Zeitpunkt gab es in den USA immer mehr und immer größere lesbische und feministische Gruppen. Brown machte Lesereisen mit den Roman. Sie las daraus, sprach mit Lesben, die unbedingt Bücher mit fesselnden lesbischen Charakteren lesen wollten, und verkaufte Exemplare aus dem Kofferraum eines Autos. Durch Mund-zu-Mund-Propaganda wurde der Roman zu einem Underground-Bestseller. Zwischen 1973 und 1976 wurden 80.000 Exemplare verkauft, was einen enormen Erfolg für einen unabhängigen, feministischen Verlag darstellte. 1977 erwarb Bantam die Rechte an Rubyfruit Jungle. In einer Ausgabe für den Massenmarkt verkaufte sich der Roman bald über eine Million Mal. Der Vorschuss von Bantam gab Brown die Freiheit, von da an in Vollzeit zu schreiben.
Rubyfruit Jungle wurde von Barbara Scriba-Sethe ins Deutsche übersetzt und 1978 im Rowohlt Verlag veröffentlicht, was damals als mutig galt. Kritisiert wurde später aber, dass die Übersetzung „schamhaft“ den Begriff „Lesbierin“ statt „Lesbe“ verwendete. Auch die deutschsprachige Ausgabe erfuhr zahlreiche Neuauflagen, zuletzt 2018.

## Wirkungsgeschichte
Rubyfruit Jungle hatte wegen seines frischen und schockierenden Ansatzes zu sexueller Selbstbestimmung eine starke Wirkung auf seine Leserschaft, insbesondere die Leserinnen. Die Schriftstellerin Katherine V. Forrest schrieb, dass der Einfluss von Rita Mae Brown auf die Entwicklung der lesbischen Literatur kaum übertrieben werden könnte. Ihre selbstbewusste Darstellung der kühnen lesbischen Heldin Molly Bolt könne man als die Geburtsstunde des „Gay Pride“ bezeichnen. Unbestreitbar sei es einer der wichtigsten lesbischen Romane aller Zeiten. Der Roman markiert eine wichtige Wende in der lesbischen Literatur. Frühere Erzählungen über das Leben von Lesben, wie zum Beispiel Radclyffe Halls Quell der Einsamkeit, hatten vor allem beschrieben, wie sie verzweifelten und an Depressionen litten bis hin zum Suizid. Molly Bolt war die erste Protoganistin in der Mainstreamliteratur, die für sich das Recht beanspruchte, eine Frau und Lesbe zu sein. Gerade wegen der überlebensgroßen Protagonistin wurde der Roman zu einem Manifest sowohl für die lesbische als auch für die Frauenbewegung. Er ist eine der frühesten Coming-out-Erzählungen der Post-Stonewall-Zeit und wurde zu einem Modell für viele „lesbische Selbstfindungsromane“. Jeanette Wintersons Oranges Are Not the Only Fruit, Emma Donoghues Stir-Fry und Eileen Myles Inferno folgen alle dem Erzählmodell von Rubyfruit Jungle. Sie bevorzugen „authentisches Lesbischsein“ gegenüber „unauthentischer Heterosexualität“ und bieten Raum und Gelegenheit für die Erforschung lesbischen Lebens in seiner ganzen Komplexität. In der lesbischen Community erlangte Rubyfruit Jungle bald den Status eines Klassikers und löste Desert of the Heart der Schriftstellerin Jane Rule aus dem Jahr 1964 als wichtigsten lesbischen Roman ab.
Auch in der Hochschulwelt reüssierte der Roman. In literaturwissenschaftlichen Seminaren reagierten die Studierenden meist enthusiastisch bis glühend auf die Lektüre. So berichtete die Hochschullehrerin Susan Radner, dass sie in Seminaren Rubinroter Dschungel gerne als letztes Werk am Ende des Semesters ansetzte, wenn die Studierenden die große Literatur allmählich über hätten. Und immer werde es von diesen zum besten Buch des Seminars gewählt.
Es gibt allerdings auch kritische Stimmen. So kam die „übermütige“ Heldin bei einigen als so uniform „rotzfrech“ an, dass sie als Figur nicht glaubwürdig sei.